# 71: 벨파스트의 눈물
71: 벨파스트의 눈물('71)은 영국에서 제작된 얀 디맨지 감독의 2014년 액션, 드라마, 전쟁, 스릴러 영화이다. 잭 오코넬 등이 주연으로 출연하였다.

## 출연

### 주연
- 잭 오코넬
- 잭 로던

### 조연
- 숀 해리스
- 샘 리드
- 폴 앤더슨
- 배리 케오간
- 찰리 머피
- 샘 하젤딘
- 킬리언 스콧
- 데이빗 윌못
- 발렌 케인
- 리처드 도머
- 마틴 맥캔
- 폴 팝플웰
- 벤 필
- 제라드 조던